# Brännskalltjärnarna
Brännskalltjärnarna är varandra näraliggande sjöar i Härjedalens kommun i Härjedalen och ingår i Ljusnans huvudavrinningsområde.
- Brännskalltjärnarna (Hede socken, Härjedalen, 694140-135933), sjö i Härjedalens kommun, 62°33′26″N 13°04′11″Ö / 62.5573°N 13.0697°Ö
- Brännskalltjärnarna (Hede socken, Härjedalen, 694167-135914), sjö i Härjedalens kommun, 62°33′38″N 13°03′55″Ö / 62.5606°N 13.0652°Ö (3,06 ha)